# Castillo de Savassona
El castillo de Savassona es un castillo medieval ubicado en el término municipal de Tabérnolas, en la provincia de Barcelona (España).
Figura en el registro de Bienes Culturales de Interés Nacional del patrimonio catalán. Desde 1949 está catalogado como Bien de Interés Cultural del patrimonio español con el código RI-51-0005732.

## Historia
Castillo termenado, cuyo término comprendía todo el municipio actual de Tavèrnoles y, posteriormente, los de Tavertet y parte del de 
Vilanova de Sau. Documentado por primera vez en 890, bajo el bajo el dominio de los vizcondes de Osona y regido por una familia de caballeros, los Savassona, que se convirtieron señores de la baronía de Savassona.
En el siglo XII seguía bajo el dominio de los Savassona, pero posteriormente, al no tener descendencia directa, el castillo fue vendido a Ramon de Vilanova, señor de Brull. En el siglo XIV el castillo pasó a la jurisdicción de Bernat de Cabrera, conde de Osona. Y los fogajes de 1553, se menciona al caballero Antoni Vila como señor del castillo.  La baronía pasó de los Vila a los Llupià y luego a los Ferrer, familia que residía en Vich y que hizo de Savassona su residencia de veraneo. El castillo fue renovado en los siglos XVII y XIX, tras sufrir daños durante la ocupación napoleónica.
Tras la muerte sin descendencia de Josep Francesc de Ferrer de Llupià Brossa, barón de Savassona, en 1826, los bienes y posesiones familiares se repartieron y se dispersaron. El título de barón fue heredado por parientes lejanos de Andalucía, que en 1900 vendieron el castillo a Vicenç Cuyàs Piera. Este, a su vez, se lo vendió a Lluís Soldevila, quien lo legó a su hijo, Enric Soldevila. Posteriormente pasó a manos de la familia Portell. En la actualidad sigue habitado.

## Características y arquitectura

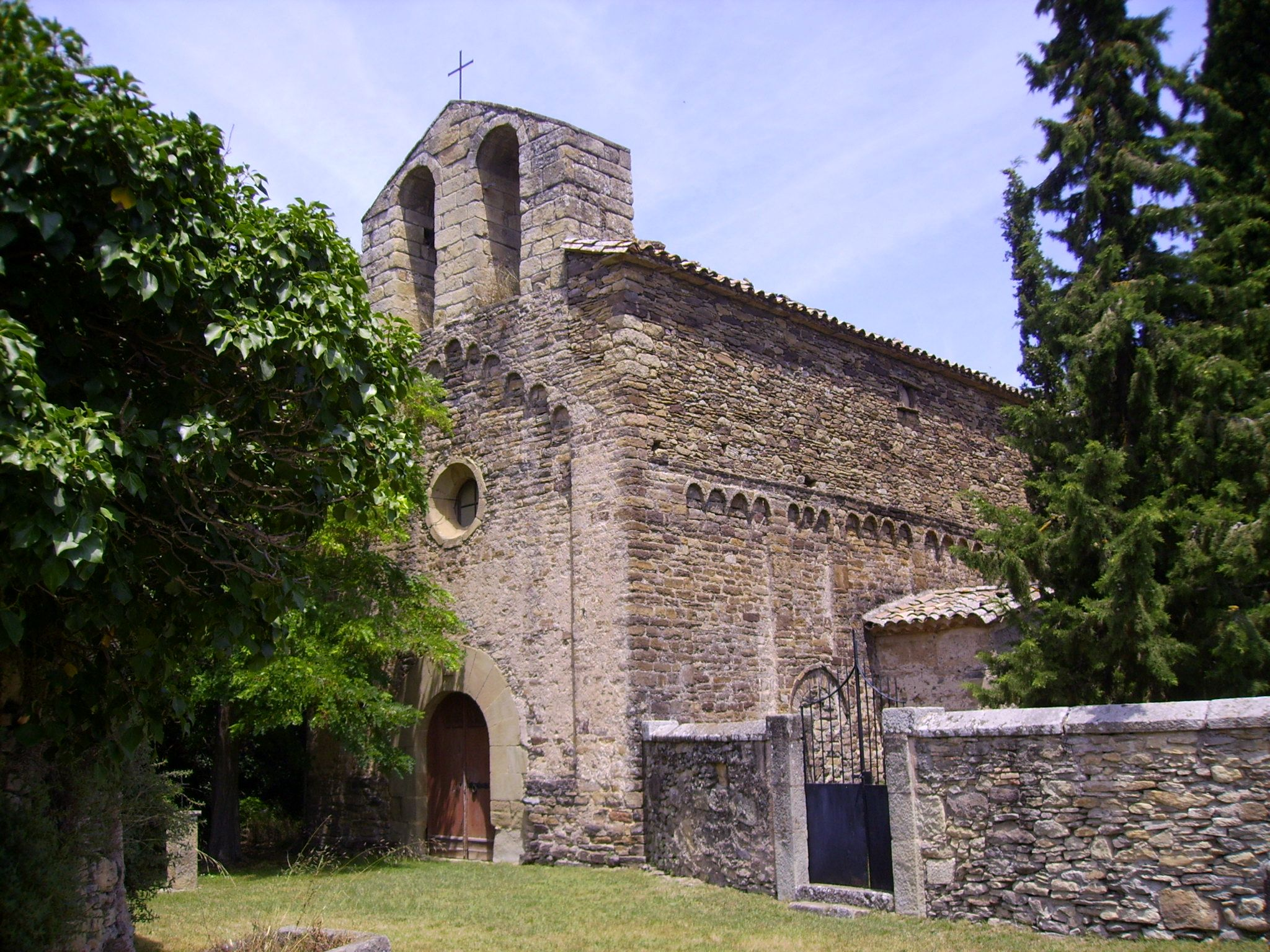
Antigua parroquia de San Pedro de Savasona.

El castillo, situado en una colina a 611 metros de altura, está formado por un gran caserón y una capilla, rodeados por una muralla. La estructura data del siglo XVII, aunque ampliada y renovada en el XIX. Conserva elementos medievales, como los muros de defensa y la torre triangular.
También forma parte del conjunto la capilla de San Pedro de Savassona, pequeña iglesia románica del año 1060, situada a los pies del castillo.